# Wehningen

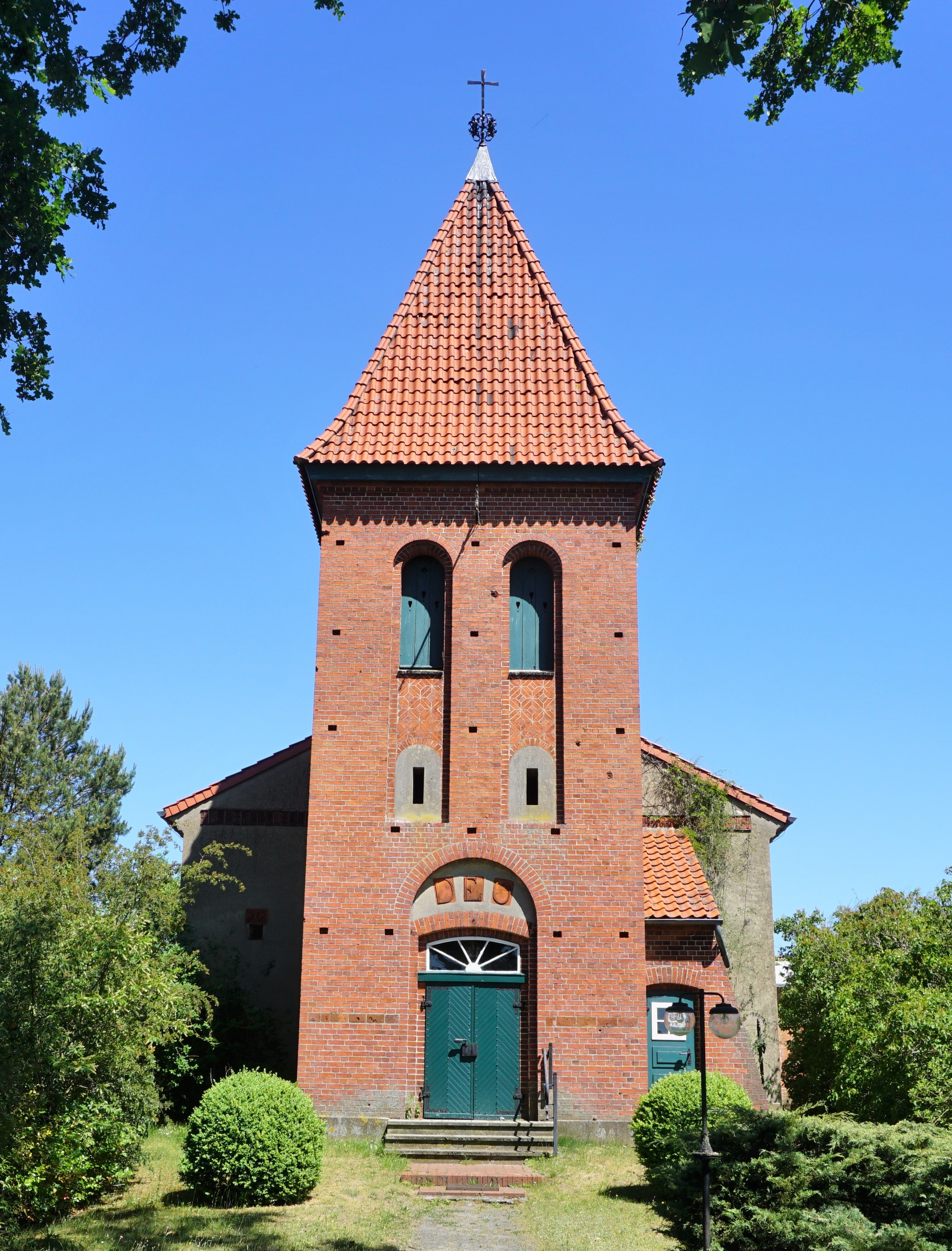
Kirche zu Wehningen

Wehningen (niederdeutsch Wähningen) ist ein Dorf im Ortsteil Tripkau der Gemeinde Amt Neuhaus in Niedersachsen.

## Geographie
Der Ort liegt sechs Kilometer östlich von Hitzacker am gegenüberliegenden Ufer der Elbe an der Mündung der Löcknitz im Biosphärenreservat Niedersächsische Elbtalaue. Wehningen grenzt an den Ortsteil Rüterberg der mecklenburgischen Landstadt Dömitz.

## Geschichte
Für das Jahr 1848 wird angegeben, dass Wehningen 23 Wohngebäude hatte, in denen 181 Einwohner lebten. Für das adelige Gut Wehningen der Familie von Bernstorff waren es neun Wohngebäude mit 123 Einwohnern. Zu der Zeit war der Ort Pfarrsitz und verfügte über eine Schule. Am 1. Dezember 1910 hatte Wehningen im Kreis Bleckede 248 und der Gutsbezirk 114 Einwohner. Im Rahmen der Gebietsänderungen in Mecklenburg wurde Wehningen am 1. Juli 1950 nach Tripkau eingemeindet. Nach der deutschen Wiedervereinigung wechselte der Ort am 30. Juni 1993 aus Mecklenburg-Vorpommern nach Niedersachsen in den Landkreis Lüneburg. Am 1. Oktober 1993 wurde Tripkau mit Wehningen in die Gemeinde Amt Neuhaus eingemeindet.

## Bauwerke
Im Zentrum des Dorfes befindet sich die schlichte Kirche zu Wehningen. Bemerkenswert sind die Alabasterreliefs des Altaraufsatzes aus dem 16. Jahrhundert.
Vom ehemaligen Schloss Wehningen ist nur noch ein Torbogen erhalten.

## Persönlichkeiten

### Personen, die hier geboren sind
- Adam Heinrich Lackmann (1694–1754), Historiker und Hochschullehrer

### Personen, die mit dem Ort verbunden sind
- Peter Lackmann (1659–1713), evangelischer Theologe und Dichter geistlicher Lieder
- Berthold von Bernstorff-Wehningen (1842–1917), Graf, Rittergutsbesitzer und Reichstagsabgeordneter
- Georg Ernst Graf von Bernstorff (1870–1939), Großgrundbesitzer und Politiker
- Ilja Heinig (1950–2022), Maler